# كارلوس مولينا (ملاكم مكسيكي)
كارلوس مولينا (بالإسبانية: Carlos Amado Molina)‏ مواليد 25 مايو 1983 في ولاية ميتشواكان، المكسيك، هو ملاكم محترف مكسيكي يصنف ضمن فئة الوزن المتوسط.

## المسيرة الاحترافية
من نزالاته:
- خسر أمام كورنيليوس بوندراجي (11-10-2014).
- انتصر على إيشي سميث (14-09-2013).
- انتصر على كوري سبينكس (01-02-2013).
- خسر أمام جيمس كيركلاند (24-03-2012).
- انتصر على كيرميت سنترون (09-07-2011).

## إحصائيات
خاض خلال مسيرته 50 نزالا، فاز في 37 وتعادل في 2 وخسر في 11. فاز بالضربة القاضية في 12 نزالات.

## روابط خارجية
- كارلوس مولينا على موقع بوكس ريك (الإنجليزية) (registration required)